# Husbehovsbränning

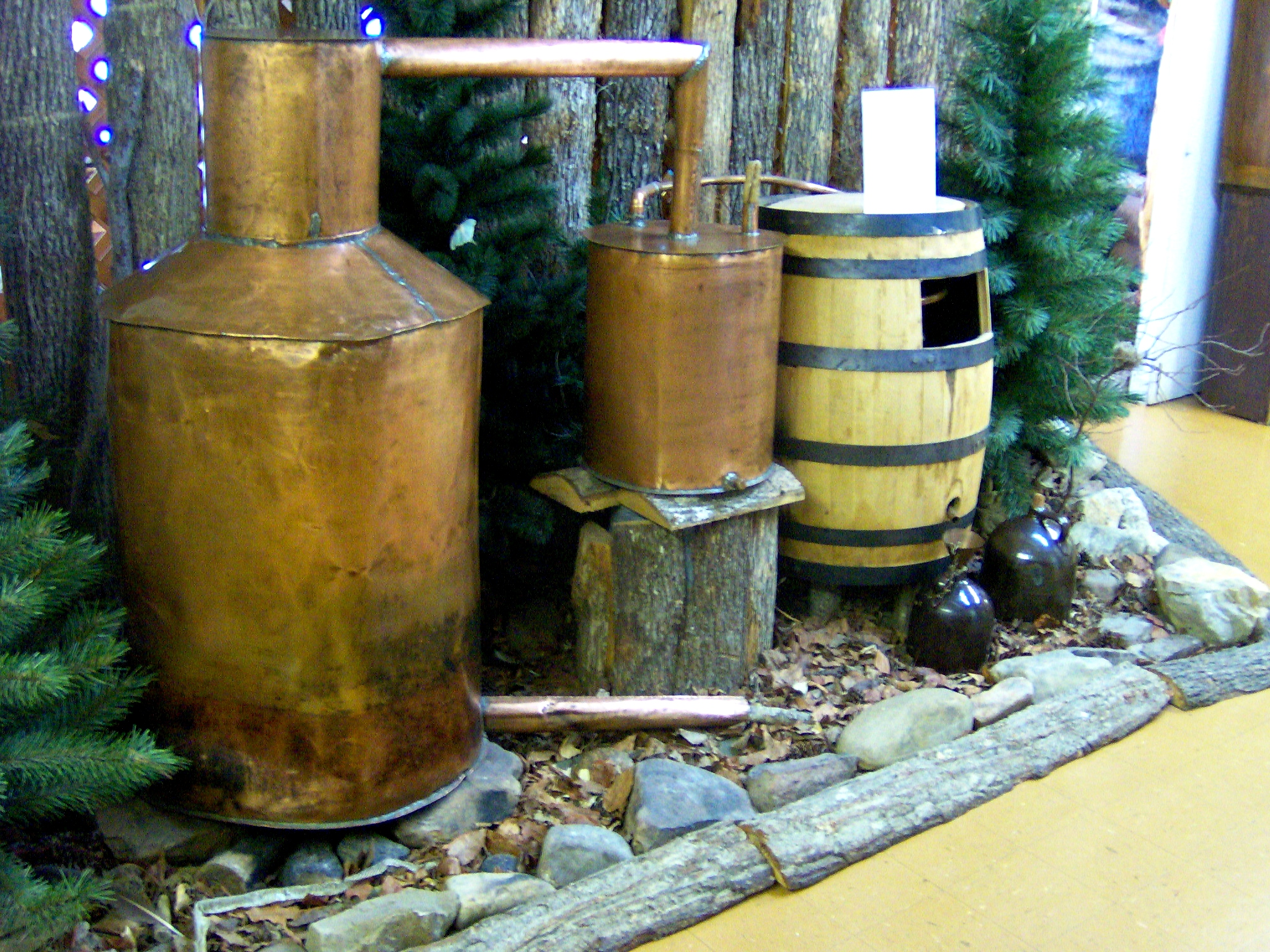
Äldre apparat för husbehovsbränning. Ångan kyls av och kondenserar genom att ett rör går genom tunnan till höger, som är fylld med kallt vatten.

Husbehovsbränning är en svensk beteckning på legal hembränning, det vill säga tillverkning av brännvin eller andra spritdrycker för eget bruk.

## Historik i Sverige
Den svenska lagstiftningen kring spritframställningen har varierat mellan olika perioder, och samma sak gäller beskattningen av den. I den första egentliga brännvinsförordningen från år 1741 skildes på husbehovsbränning och "salubränning", det vill säga kommersiell brännvinsframställning. Antalet husbehovspannor i bruk i Sverige uppgick i början av 1830-talet till över 170 000. En ökad mängd kommersiella ångbrännerier innebar att antalet därefter minskade. 1853 uppgick antalet dock fortfarande till över 30 000. Ett ökande alkoholmissbruk fick alltmer uppmärksamhet under 1850-talet, och från 1855 skärptes brännvinslagstiftningen och beskattningen. Detta ledde till att möjligheten till husbehovsbränning helt avskaffades år 1860.
Egen framställning av spritdrycker i Sverige har därefter utgjorts av illegal hembränning snarare än husbehovsbränning. 1 januari 2000 blev det straffbart att köpa och inneha hembränt. Hembränt kallas också, tillsammans med smuggelsprit samt teknisk sprit för kemisk industri för svartsprit.